# Gebäude der Savings Bank of Glasgow (Argyle Street)

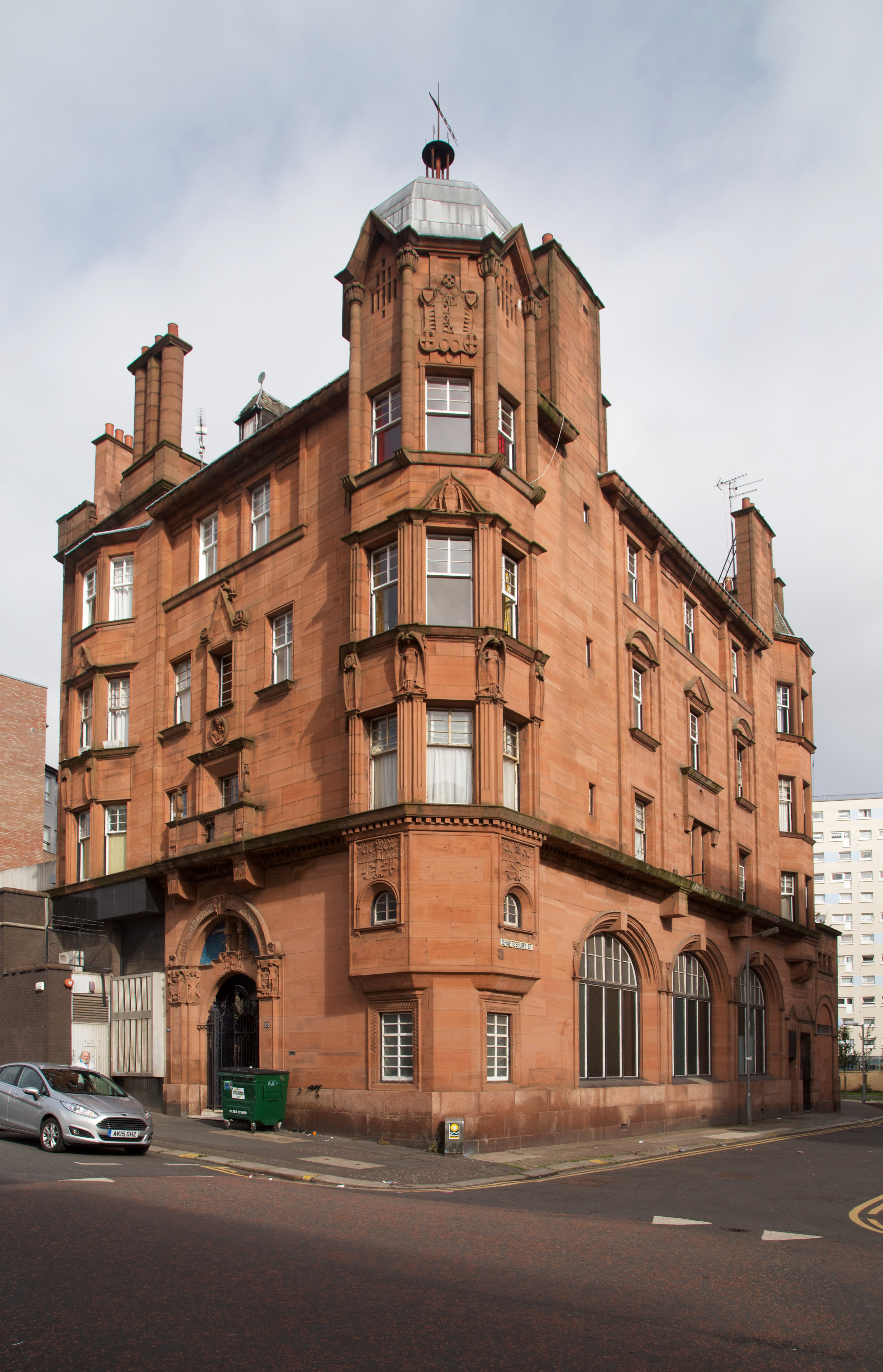
Gebäude der Savings Bank of Glasgow

Das Gebäude der Savings Bank of Glasgow an der Argyle Street ist ein Wohn- und Geschäftsgebäude in der schottischen Stadt Glasgow. 1970 wurde das Bauwerk in die schottischen Denkmallisten zunächst in der Kategorie B aufgenommen. Die Hochstufung in die höchste Denkmalkategorie A erfolgte 1988.

## Beschreibung
Das Gebäude wurde zwischen 1899 und 1900 für die Savings Bank of Glasgow erbaut. Für den Entwurf zeichnet der schottische Architekt James Salmon junior verantwortlich. Die Skulpturen fertigte Albert Hodge.
Das vierstöckige Jugendstilgebäude steht an der Einmündung der Shaftesbury Street in die Argyle Street westlich des Zentrum Glasgows. Während die straßenseitig sichtbaren Fassaden aus polierten Steinquadern bestehen, sind die rückwärtigen Außenmauern aus grob behauenem Bruchstein aufgebaut. Die ehemaligen Geschäftsräume der Bank im Erdgeschoss sind durch ein zweiflügliges, gusseisernes Rundbogenportal zugänglich. Dessen reich skulpturiertes Tympanon ist mit Mosaik gestaltet. Entlang der Shaftesbury Street sind drei weite Rundbogenfenster mit flächiger Verglasung eingelassen.
Oberhalb des Erdgeschosses verläuft ein weit auskragendes Gurtgesims mit Zahnschnitt. Die Fassaden sind mit einer dreistöckigen, abgekanteten Auslucht sowie einem dreistöckigen Eckerker gestaltet. Die Fenster des zweiten Obergeschosses sind verschiedentlich mit Gesimsen verdacht; oberhalb des Hauptportals sowie am Eckerker außerdem mit Atlanten. Der Erker schließt mit einer Kuppel mit Wetterfahne.